# (23313) Supokaivanich
(23313) Supokaivanich est un astéroïde de la ceinture principale.

## Description
(23313) Supokaivanich est un astéroïde de la ceinture principale. Il fut découvert le 3 janvier 2001 à Socorro (Nouveau-Mexique) par le projet LINEAR. Il présente une orbite caractérisée par un demi-grand axe de 2,24 UA, une excentricité de 0,17 et une inclinaison de 5,6° par rapport à l'écliptique.

## Compléments